# Neuhof (Neckargemünd)

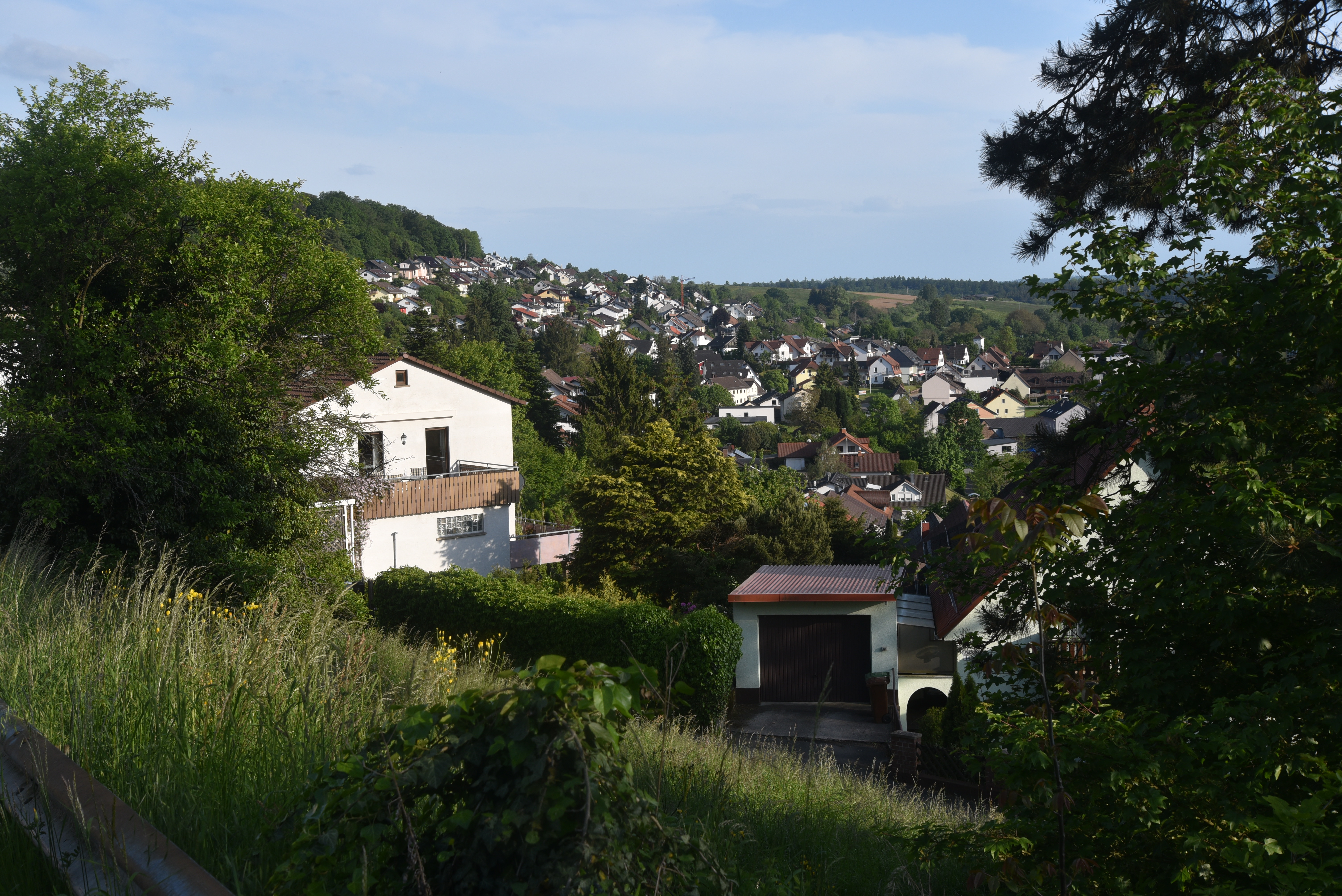
Blick über den Neuhof (2023)

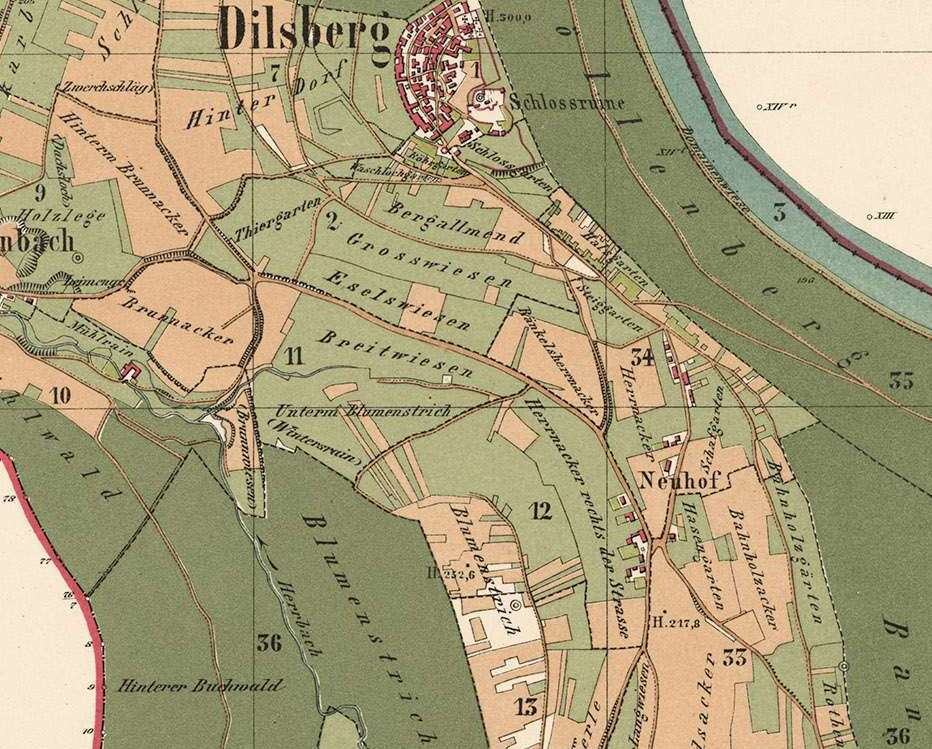
Der Neuhof auf einer Karte von 1880

Der Neuhof ist ein Wohnplatz im Nordwesten von Baden-Württemberg. Er liegt auf dem Gebiet der Stadt Neckargemünd im Rhein-Neckar-Kreis.

## Geographie
Der historische Kern des Neuhofs liegt am Rande einer kleinen Hochebene im Süden des Neckars. Später entwickelte er sich entlang einer trockengefallenen Flussschlinge in nördlicher Richtung zur Bergfeste Dilsberg.

## Geschichte
Der Neuhof entstand um 1800 als bäuerlicher Weiler, der sich im Laufe des 20. Jahrhunderts zum Einkaufs- und Geschäftszentrum von Dilsberg entwickelte. Auf beiden Seiten der Straße zur Bergfeste kam es zur Bildung von Neubaugebieten.

## Gemeinde
Der Neuhof war stets ein Ortsteil von Dilsberg gewesen. Mit diesem wurde er im Januar 1973 nach Neckargemünd eingemeindet.

## Verkehr
Im Neuhof beginnt die Kreisstraße 4101, die über Mückenloch im Osten führt und in Waldwimmersbach endet.